# Disney Institute
Le Disney Institute est un organisme de formation appartenant à la Walt Disney Company. Il a été créé par Disney en 1986 pour répondre aux besoins d'entreprises. Disney y aide les entreprises dans la gestion de personnels ou essaye de retrouver la motivation des employés.
De 1996 à 2001, l'institut possédait un centre de formation permanent pour les professionnels et aussi le public au sein de Walt Disney World Resort. Le service au public n'a été proposé que jusqu'en 1999.
Il existe depuis 2003 un organisme similaire nommé Disney Entrepreneur Center pour la zone d'Orlando en Floride.

## L'organisme
La Walt Disney Company avait été plusieurs fois contacté par des entreprises pour animer des séminaires et les conseiller dans la gestion de personnels, de projets et divers autres sujets. Il existait depuis 1969, une filiale nommée Walt Disney Educational Productions destinée à la production de supports éducatifs pour le milieu scolaire, élèves et enseignants. Ce n'est qu'en 1986, qu'un service spécial a été créé pour les entreprises.
En 1990, Michael Eisner lance plusieurs projets liés à la créativité dont un organisme où l'éducation serait un loisir. Après plusieurs années de séminaires dans les centres de congrès du monde, Michael Eisner décida d'ouvrir un centre de formation permanent pour le public le 9 février 1996. L'hôtel du Disney Village Resort était en perte de popularité, il fut donc décider de le revitaliser en ouvrant dans une partie rénovée un Disney Institute.
L'activité professionnelle est toujours en activité comme avant l'ouverture du centre de Disney World. Il possède un site internet www.disneyinstitute.com.
Entre 2009 et 2012 le chiffre d'affaires du service aux entreprises a doublé. Et en cumulant les années 2010 et 2011, plus de 300 établissements scolaires ont demandé des conseils.

## Les formations aux professionnels
Le Disney Institute continue à proposer des séminaires sous la forme du programme Keys to Excellence.
Par exemple durant le weekend du 3 au 4 mars 2007, un séminaire a été organisé à Fort Collins dans le Colorado et expliqué les thèmes abordés. Le 8 mars 2007, un autre séminaire a eu lieu à l'Université d'État de Winona (Minnesota) donnant plus d'information sur l'organisation du programme
Le programme, nécessitant une participation de 299 $ (repas inclus), se présente sous la forme de quatre sessions de 90 minutes chacune ayant pour thème :
- Leadership Disney Style (direction)
- Management Disney Style (gestion des équipes)
- Service Disney Style (sens du service)
- Loyalty Disney Style (loyauté)

## Le centre de formation du public à Disney World
C'est surtout le service destiné au public qui a été mis en avant dans ce centre de formation. Ce service est né en 1996 de la volonté de Michael Eisner "d'offrir des expériences comparables à celles de certains groupes méthodistes" comme la Chautauqua Institution à Jamestown, État de New York au sein d'un complexe qui a ouvert le 9 février 1996. Des sessions de formation étaient organisées dans différents domaines conjointement avec un hôtel, les Villas at Disney Institute et un spa.
Les sessions permettaient à un public résidant dans les villas d'améliorer les dons artistiques ou artisanaux avec des spécialistes de Disney ou invités pour l'occasion. Ainsi le dessin, la peinture, le théâtre côtoyaient le sport (Voir Disney's Wide World of Sports), la cuisine et le jardinage.
Disney a décidé de stopper les formations destinées au public durant l'été 2000 mais les derniers résidents des villas partirent le 11 février 2002.

### Les services du centre
Le centre de formation comprenait :
- 28 salles de cours
- une salle de répétition de 225 places
- un amphithéâtre extérieur de 1 150 places
- une salle de cinéma de 400 places
- une chaîne de télévision interne (DITV)
- une station de radio interne (WALT)
- un centre de remise en forme et spa partagé avec l'hôtel

### Les programmes
Les cours dispensés au centre de formation du Disney Institute se regroupent en huit thèmes :
- l'animation
- la cuisine
- le jardinage
- la photographie
- la télévision
- les sports extérieurs
- les programmes enfants
  - De 7 à 10 ans
  - De 11 à 15 ans
- les autres activités comprenant entre autres et regroupées par thème
  - l'architecture Disney, l'imagineering, l'illusion par la peinture
  - le deejaying, l'improvisation, le journalisme, les marionnettes
  - l'aérobic, le self-défense, le canoë
  - l'organisation de compétence et du temps, la recherche de trésor, la spiritualité

## Villas at Disney Institute
L'hôtel ouvrit le 9 février 1996 avec cinq zones d'habitations disposées autour du centre de formation Disney Institute. Trois zones ont été conservées du Disney Village Resort et deux ont été construites (ou rénovées). L'hôtel proposait 457 chambres sur un espace de 30 ha.
L'hôtel a été remplacé depuis 2004 par le Disney's Saratoga Springs Resort.

### Le thème
L'hôtel avait pour thème la communauté sous la forme d'une ville nouvelle américaine des années 1990.  Le lieu de référence est Chautauqua Institution à Jamestown, État de New York. L'aspect architectural des nouvelles sections de l'hôtel peut aussi être retrouvé dans les maisons de Celebration.

### Les bâtiments
L'entrée principale de l'hôtel se fait au nord par la Community Drive qui relie la Buena Vista Drive venant de Downtown Disney à la EPCOT Drive desservant Epcot. Cette route dessert aussi le Disney's Old Key West Resort situé plus à l'ouest.
L'hôtel comprenait cinq sections 
- Les anciennes sections:
  - Treehouse Villas situées au bord de la Sassagoula River et près de l'entrée du Disney's Old Key West Resort
  - Fairways Villas nichées entre les quatre fairways d'un golf
  - Grand Vista Homes nichées entre les quatre fairways d'un golf
- Les nouvelles sections :
  - Bungalows située à l'est du Disney Institute autour du Willow Lake
  - Townhouses située le long des rives du Lake Buena Vista.

Le complexe était délimité à l'ouest par la Sassagoula River, au nord par la Community Drive et à l'est par la Buena Vista Drive. Une rue traversait l'hôtel du nord au sud, elle s'appelait Magnolia Way depuis l'entrée jusqu'au centre-ville, après le pont sur  le canal menant au Willow Lake elle prenait le nom de Oak Lane (dans la section Townhouses) et rejoignait en-site la Buena Vista Drive juste à côté du Downtown Disney. Les Bungalows étaient desservis par la Sycamore Loop encerclant le Willow Lake. Les Grand Vista House et les Fairway Villas du Disney Village Resort étaient accessibles depuis la Fairway Drive, une rue en impasse débutant à l'entrée nord de l'hôtel. Les Treehouse Villas nécessitaient d'utiliser une autre voie en impasse, la Treehouse Lane, accessible depuis la Community Drive à l'endroit où elle enjambe la Sassagoula River.

#### Le centre-ville
C'est le centre de vie de l'hôtel et aussi le Disney Institute. Il est constitué de plusieurs bâtiments qui adopte une forme générale de L mais dont l'intersection est évidée pour formant la place centrale avec sa source-piscine. Au nord et à l'ouest de la place trois bâtiments sont reliés et forment un autre L. À l’ouest le plus large des bâtiments accueille les restaurants dont Artist's Palette. À l'intersection se trouve l'accueil et la réception.
Au sud de la place deux bâtiments se partagent l'espace. Le plus grand à l'ouest héberge le spa et une "boutique"  pour la vente de Disney Vacation Club. Le plus petit prend la forme d'un U avec un espace engazonné au centre. Il héberge le Performance Center (centre de formation aux arts de la scène), un service de location et la salle de jeux vidéo.
Depuis en dehors des peintures et des ornements équestres, l'ancienne place centrale de l'institut a été transformée en une piscine.

#### Les autres sections
- The North Studios est séparé du centre-ville par le Willow Lake, toutefois enjambé par un pont en bois. Il contenait des salles de formations et disposé d'un terrain de baseball.
- The South Studios situé derrière le Performance Center et contenait d'autres salles de formation.

### Les services de l'hôtel

#### Les villas
- Les anciennes sections:
  - Treehouse Villas 60 maisons hexagonales juchées (au premier étage) sur un pied imitant les maisons perchées dans les arbres. Leurs couleurs imitaient le bois.
  - Fairways Villas 64 maisons de grandes tailles accueillant plusieurs logements et surélevées sur un côté pour protéger un parking
  - Grand Vista Homes 4 demeures comprenant deux ou trois chambres, une salle de séjour et une cuisine.
- Les nouvelles sections :
  - Bungalows 20 bâtiments de 3 à 20 petits studios
  - Townhouses 33 bâtiments de deux étages comprenant deux chambres, une cuisine, une salle à manger et une salle de séjour.

#### Les restaurants
- Seasons Dining Room était un restaurant avec service à table proposant de la cuisine internationale.
- Gathering Place était une brasserie.
- Reflections située dans un petit édifice près de la piscine du lac Willow Lake.

#### La boutique
Dabblers était le nom de la boutique proposant des articles Disney.

#### Les activités
En plus de nombreuses activités sportives et artistiques du Disney Institute, l'hôtel proposait :
- 1 cinéma de 400 places[3]
- 1 théâtre de 225 places[3]
- i1 amphithéâtre de 1150 places[3]
- 4 piscines dans les sections Treehouse Villas, Bungalows, Townhouses et au sein du Disney Institute
- Un rocher d'escalade
- Un spa de 3 800 m2[3]